# Meharia
Meharia is een geslacht van vlinders van de familie van de Houtboorders (Cossidae). De wetenschappelijke naam van dit geslacht is voor het eerst voorgesteld door Pierre Chrétien in een publicatie uit 1915.
De soorten van dit geslacht komen voor in Afrika en Zuidwest-Azië.

## Soorten
- Meharia acuta Wiltshire, 1982
- Meharia avicenna Yakovlev, 2011
- Meharia baluchestana Alipanah & Yakovlev, 2021
- Meharia breithaupti Yakovlev, 2014
- Meharia fischeri Yakovlev & Saldaitis, 2008
- Meharia ganslmeieri Yakovlev & Witt, 2015
- Meharia hackeri Saldaitis, Ivinskis & Yakovlev, 2011
- Meharia incurvariella Chrétien, 1915
- Meharia murphyi Yakovlev & Saldaitis, 2013
- Meharia ostrauskasi Yakovlev & Saldaitis, 2013
- Meharia philbyi Bradley, 1952
- Meharia rolandi Yakovlev, 2018
- Meharia scythica Komarov & Zolotuhin, 2005
- Meharia semilactea (Warren & Rothschild, 1905)
- Meharia tancredii Sutton, 1963
- Meharia tanganyikae Bradley, 1952
- Meharia turatii Yakovlev, 2019
- Meharia yakovlevi Saldaitis & Ivinskis, 2010